# 印泰植
印 泰植（イン・テシク、1902年12月17日 - 1975年5月22日）は、日本統治時代の朝鮮および大韓民国の官僚、政治家。元財務部長官、第3・4・6代国会議員。本貫は喬桐印氏。

## 生涯
忠清南道唐津出身。京城第一高等普通学校（のちの京畿高等学校）を経て
、1927年に山口高等学校文科乙類、1930年に東北帝国大学法文学部法科を卒業。朝鮮総督府の税務管理部門で勤務し、洪川税務署長、清州税務署長、江原道財務部間税課長を歴任。
第二次世界大戦終戦後、第一共和国にて江原道内務局長、財務部司税局長（1949年）、管財庁長（1953年）、財務部長官（1956年〜1957年）を歴任。自由党内では財務通として評価を受けた。
第三共和国では与党民主共和党で政策委員会議長（1964年）、国会予算決算委員長（1964年）を歴任するなど、要職に留まった。政界引退後は東亜建設社長を務め、実業家として晩年を過ごした。